# Strage di Caiazzo
La strage di Caiazzo del 13 ottobre del 1943 è stato il più grave dei 10 episodi violenti avvenuti tra il 2 e il 13 ottobre del 1943 nella zona.

## Il contesto bellico
La strage di Caiazzo (situata a circa 30 km da Caserta) si colloca all'interno del quadro dei combattimenti tra le forze tedesche della Wehrmacht e quelle anglo-americane alleate lungo la Linea del Volturno (meglio nota in ambiente tedesco come Linea Viktor). La Linea Viktor costituiva la prima delle tre linee ritardatrici costruite dalle truppe tedesche per rallentare le operazioni avversarie prima della ben più nota Linea Gustav e seguiva l'andamento naturale del fiume Volturno, originando nel settore occidentale nella foce del fiume per poi tagliare in due l'attuale confine tra le regioni di Campania e Molise, prima di terminare sul settore adriatico nei pressi di Termoli, nella zona del Biferno. 
Caiazzo rappresentava uno dei comuni - insieme, tra gli altri, a Bellona, Sparanise e Sessa Aurunca - che sorgevano sulla sponda sinistra del fiume, ovvero la porzione di territorio su cui si concentrarono le forze anglo-americane in seguito alla conquista del principale epicentro del territorio casertano di Terra di Lavoro, cioè Caserta (avvenuta il 5 ottobre). Caiazzo, in particolare, costituiva il principale baluardo difensivo tedesco nell'area del casertano; per questa ragione, l'occupazione e la conquista di Caiazzo (di pochi giorni successiva agli eccidi perpetrati dai nazisti presi in analisi in questa sezione) da parte delle forze alleate - compiuta da un manipolo di soldati americani - si configurò come un'iniziativa significativa per sancire la vittoria anglo-americana sul Volturno e procedere verso la seconda linea ritardatrice, la Linea Barbara, situata 15 km più a nord della Viktor. 

## La strage
Il 13 ottobre 1943, giorno in cui l'Italia dichiarò guerra alla Germania nazista, le forze tedesche si stavano ritirando dall'area intorno al fiume Volturno. Sul Monte Carmignano, la 3ª Compagnia del 29º Reggimento Panzergrenadier, minacciata dall'avanzata delle forze americane, si era posizionata a difesa della linea del Volturno. I reparti tedeschi presenti nell'area, nel contesto della «guerra ai civili» messa in atto dalle forze armate tedesche nelle zone occupate, perpetrarono l'uccisione di 33 civili nel periodo compreso tra il 2 e il 13 ottobre, il peggiore dei quali fu proprio la strage di Caiazzo.
In serata Lehnigk-Emden individuò quelli che percepì come segnali segreti da una grande fattoria vicino alle posizioni americane. Lehnigk-Emden, che non era particolarmente rispettato dai suoi soldati, entrò nella fattoria con alcuni di loro e trovò 22 contadini nascosti di quattro famiglie diverse. Il comandante della compagnia, Draschke, ordinò l'esecuzione dei quattro capifamiglia. Questo ordine fu eseguito, così come l'uccisione delle tre donne che cercarono di impedire l'esecuzione. Lehnigk-Emden confessò durante la prigionia di aver fatto parte di questo commando, il cui atto fu classificato come omicidio colposo dai tribunali tedeschi.
In seguito, Lehnigk-Emden e due sergenti, uno dei quali Kurt Schuster, tornarono alla fattoria dove si nascondevano ancora le restanti 15 donne e bambini. Lanciarono delle bombe a mano attraverso la finestra, spararono e colpirono con la baionetta i sopravvissuti che cercarono di scappare. Wilhelm May, un soldato tedesco che non fu coinvolto nella seconda parte del massacro, in seguito riferì che le donne e i bambini furono brutalmente assassinati.

## Processi

### Italia
Nel 1946 gli atti relativi all'inchiesta sulla strage furono consegnati alle autorità italiane, i fascicoli furono depositati nell'archivio dei crimini di guerra di Palazzo Cesi-Gaddi e riscoperti solo nel 1994. Nel 1991, la Procura della Repubblica di Santa Maria Capua Vetere aprì un'inchiesta più o meno nello stesso momento in cui le autorità tedesche iniziarono a indagare sul caso. Il 25 ottobre 1994, il tribunale di Santa Maria Capua Vetere condannò Schuster e Lehnigk-Emden all'ergastolo in contumacia, ma nessuno dei due fu estradato né scontò la pena.

### Germania
Nel 1993, Lehnigk-Emden fu processato presso il tribunale statale di Coblenza per l'omicidio di quindici civili, poiché il tribunale classificò l'uccisione dei restanti sette come omicidio colposo. Il 18 gennaio 1994, il tribunale di Coblenza respinse le accuse sulla base del fatto che il termine di prescrizione era scaduto e rifiutò di estradare Lehnigk-Emden. Il caso andò avanti fino all'Alta corte tedesca, il Bundesgerichtshof, che confermò la sentenza del tribunale di Coblenza e rilasciò Lehnigk-Emden in libertà. Allo stesso tempo, il giudice della sentenza affermò che il crimine fu così terribile che avrebbe portato a una condanna persino in un tribunale nazista. La Germania abolì le sue leggi sulla prescrizione per omicidio nel 1969, ma il caso fu processato secondo le vecchie leggi.

## La Memoria
Nel corso della commemorazione del 2023, ovvero a 80 anni dalla strage nazista, è stato proposto dalle autorità del comune campano un "Parco della Memoria" per ricordare le vittime dell’eccidio.. Dando seguito all'iniziativa le autorità comunali hanno già acquisito il luogo dell'eccidio: la Masseria Albanese sulla cima del Monte Carmignano. Il sindaco Stefano Giaquinto ha infatti affermato che: «La masseria resterà al Comune è patrimonio culturale e storico della città. Il Parco della Memoria è per noi un progetto importante, ricordare vuol dire non aver dimenticato il passato, onorare la memoria per informare soprattutto i giovani dell'importanza della storia»